# Ostereierfarben

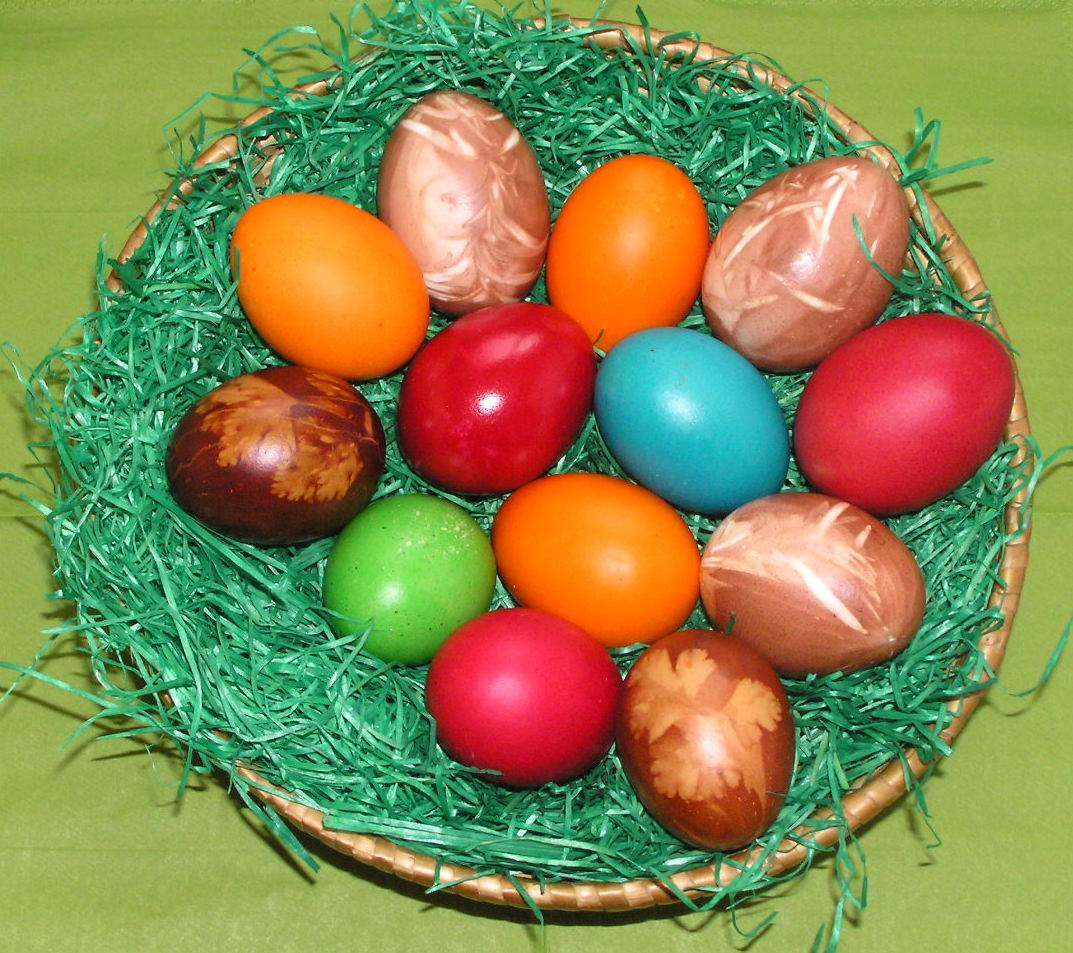
Ostereier

Ostereierfarben werden zum Färben von Ostereiern verwendet. Dabei werden unterschiedliche Techniken zum Verzieren, Dekorieren und Bemalen der Eier angewandt, aber auch verschiedene Färbetechniken und Farbmittel.
Obwohl die Verwendung von Naturfarbstoffen möglich ist, wird aus Gründen der Beständigkeit und der geringeren Preise auf den Einsatz synthetischer Farbstoffe bisher nicht verzichtet.

## Synthetische Ostereierfarben
Zum Färben von Ostereieren sind sogenannte Kaltfarben in Tablettenform erhältlich, die in Wasser und einem Esslöffel Essig gelöst werden, Färbestäbchen, mit denen noch heiße Eier gefärbt werden, und Ostereier-Färbetücher. Mit diesen synthetischen Färbetabletten, -stäbchen oder -tüchern erhält man kräftige und leuchtende Farben.
Sie enthalten meist folgende Lebensmittelfarben:
|                | gelb               | rot                                | grün         | blau               |
| -------------- | ------------------ | ---------------------------------- | ------------ | ------------------ |
| Färbetabletten | E 104 Chinolingelb | E 110 Gelborange S, E 122 Azorubin |              | E 132 Indigokarmin |
| Färbestäbchen  | E 104 Chinolingelb | E 122 Azorubin                     | E 142 Grün S | E 131 Patentblau V |
| Färbetücher    | E 100 Curcumin     | E 127 Erythrosin                   |              | E 131 Patentblau V |

Lebensmittelfarben gelten als Lebensmittelzusatzstoffe und sind daher mit einer sogenannten E-Nummer gekennzeichnet.
Viele dieser Farbstoffe gehören zur Gruppe der Azofarbstoffe, wie Azorubin. Dagegen zählt Patentblau zur Gruppe der Triphenylmethanfarbstoffe. Es wird vom Körper nach Aufnahme unverändert ausgeschieden und nicht resorbiert. Wenig resorbiert werden Chinolingelb und Erythrosin.
Der rote Farbstoff Karminsäure (Cochenille, Lebensmittelfarbstoff E 120) ist ein chemisch aufbereiteter Naturfarbstoff und wird unter anderem aus der Kermes-Schildlaus (Porphyrophora polonica) gewonnen. Der Farbstoff stellt das Glykosid eines Anthrachinonderivates dar. Es ist ziemlich teuer und wird daher seltener verwendet. Der künstlich hergestellte Ersatzfarbstoff Cochenillerot A ist als Lebensmittelfarbstoff E 124 zugelassen.

Färben von Eiern mit Färbetabletten
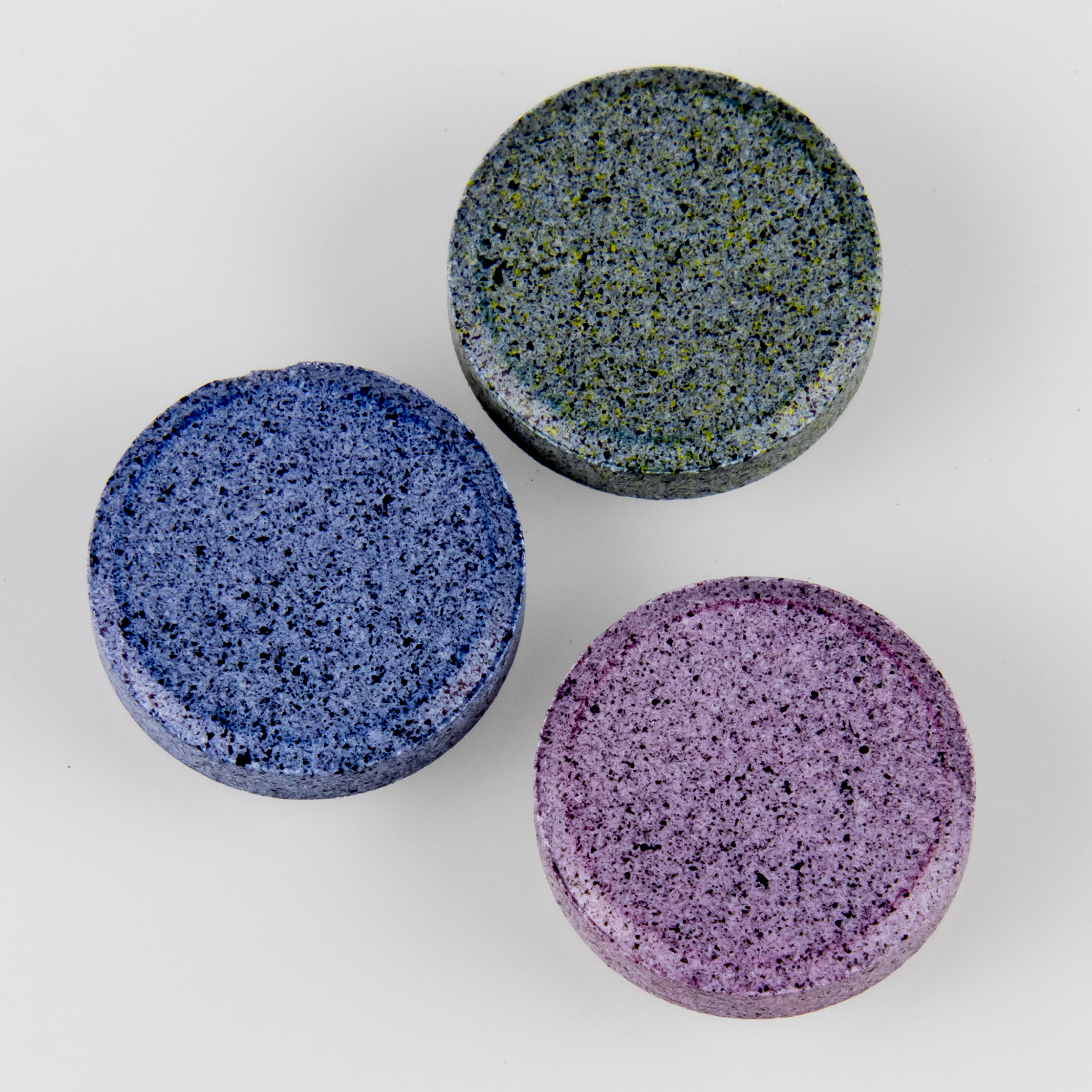
Eier-Färbetabletten
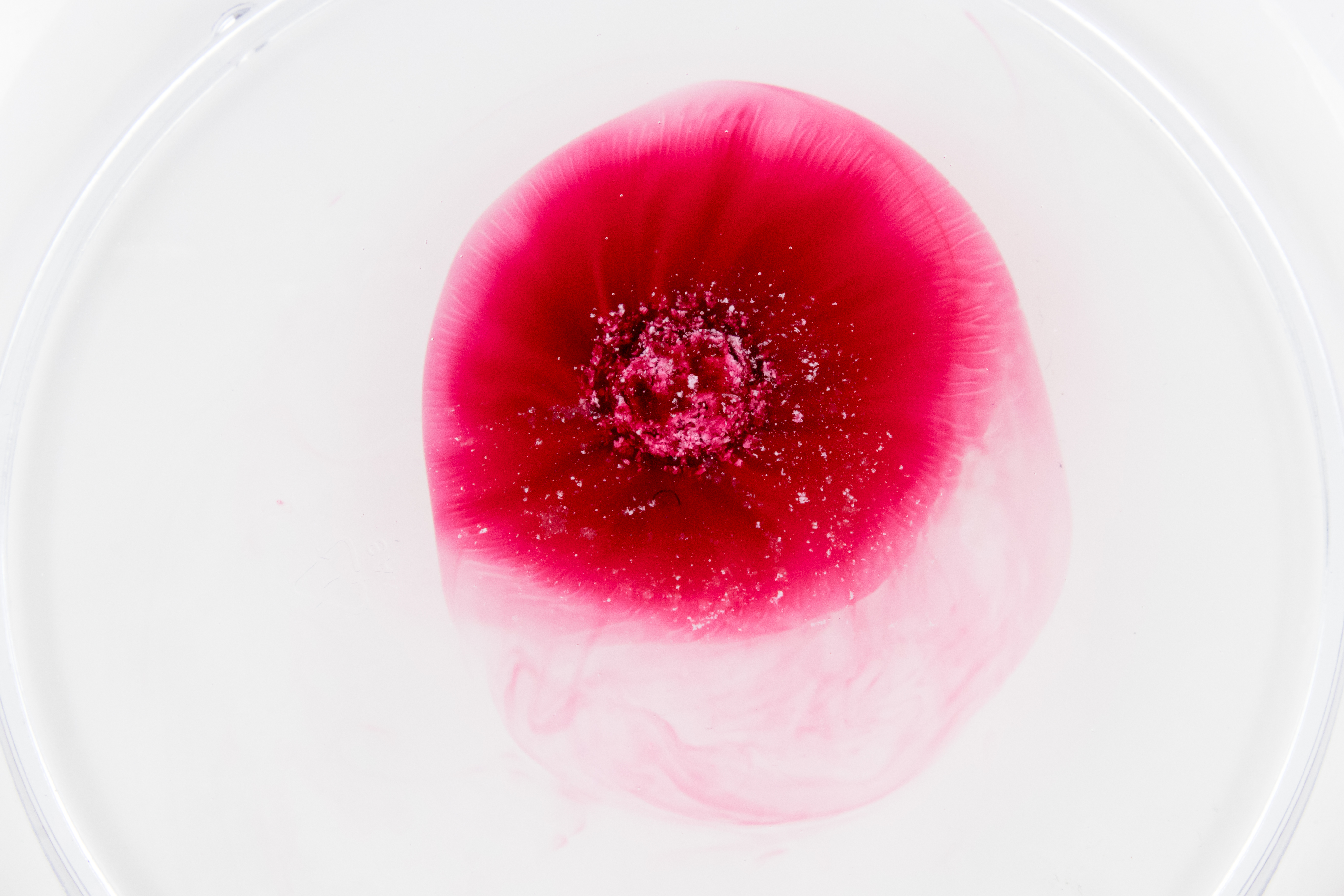
Auflösung in Wasser
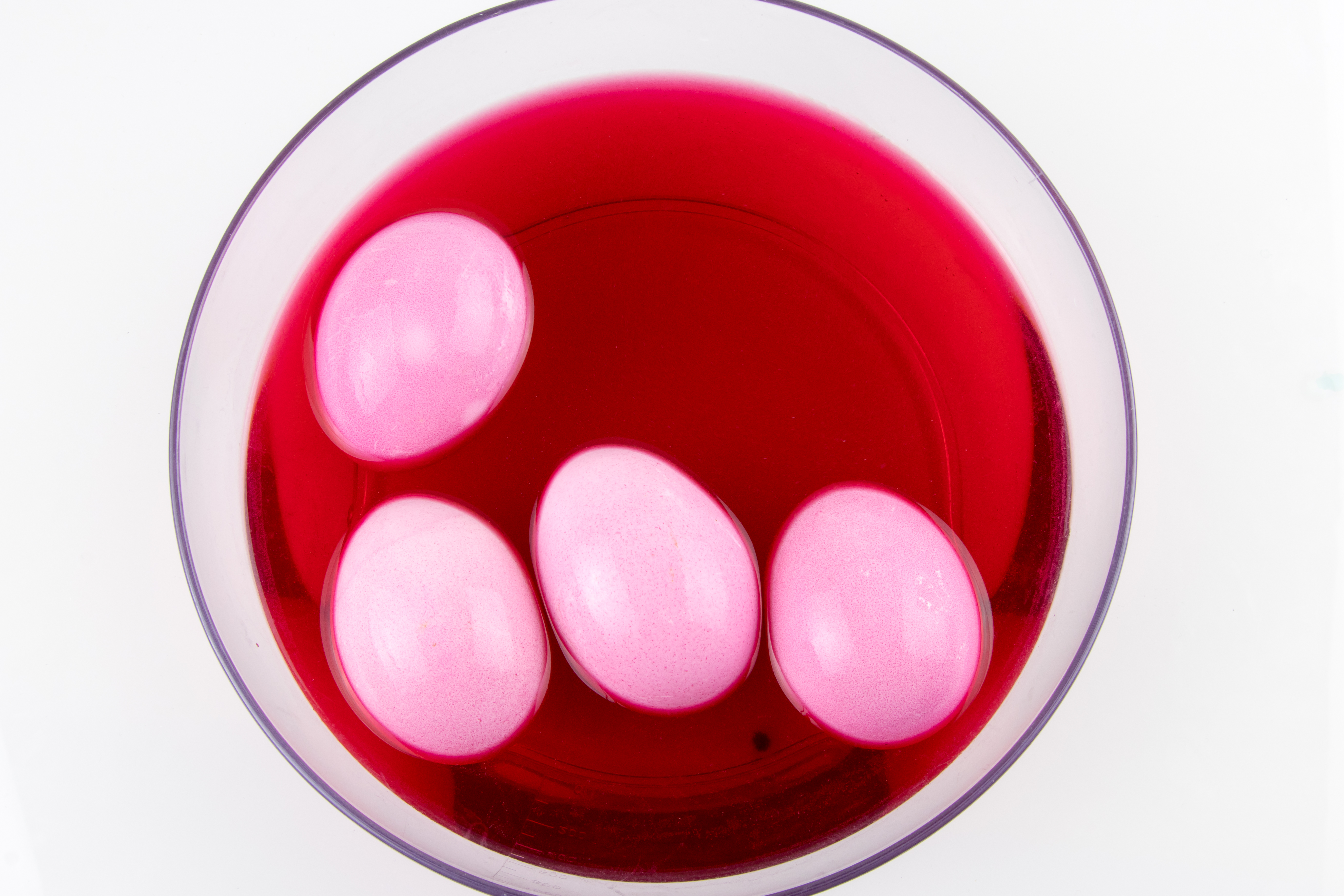
Eier im Tauchbad
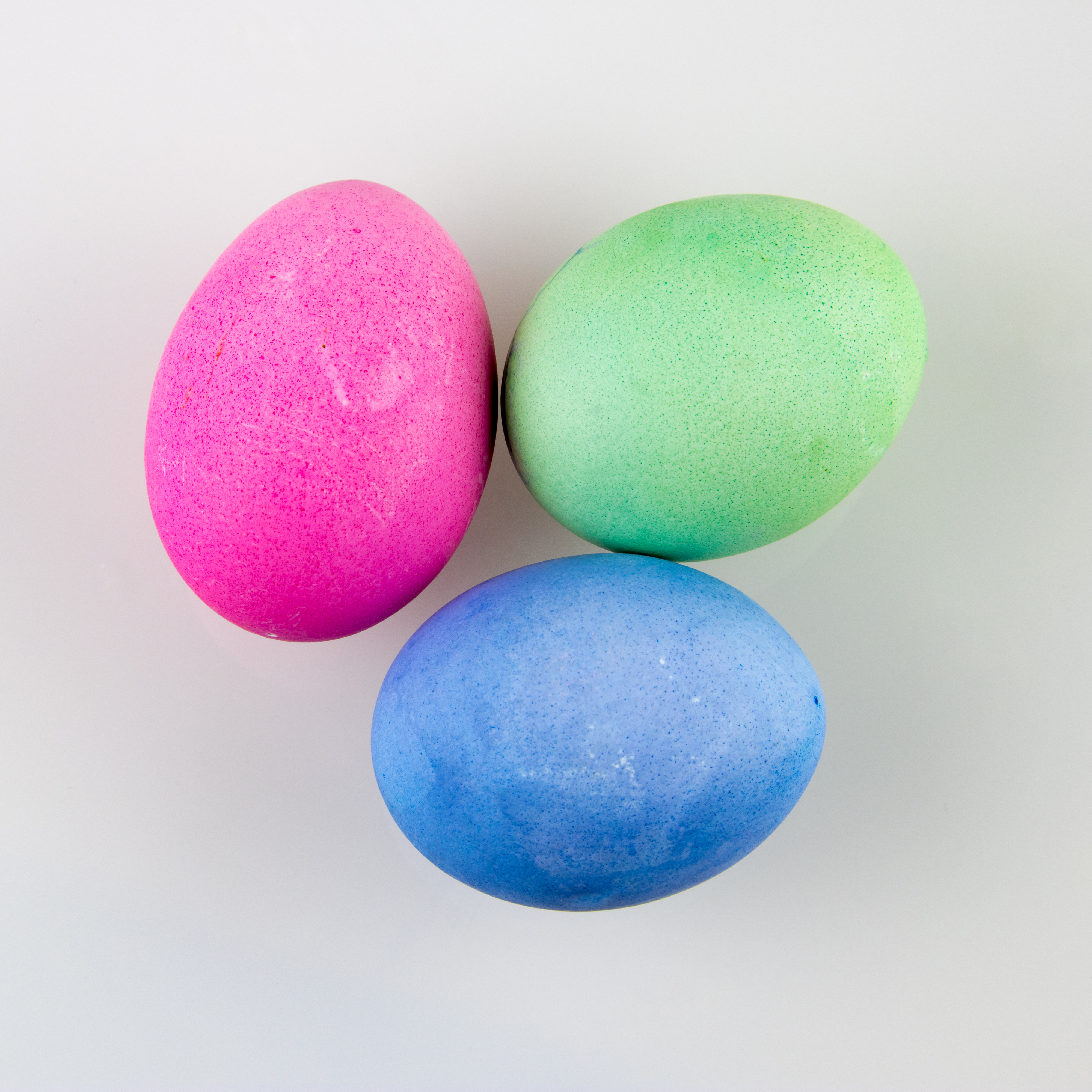
Gefärbte Eier …
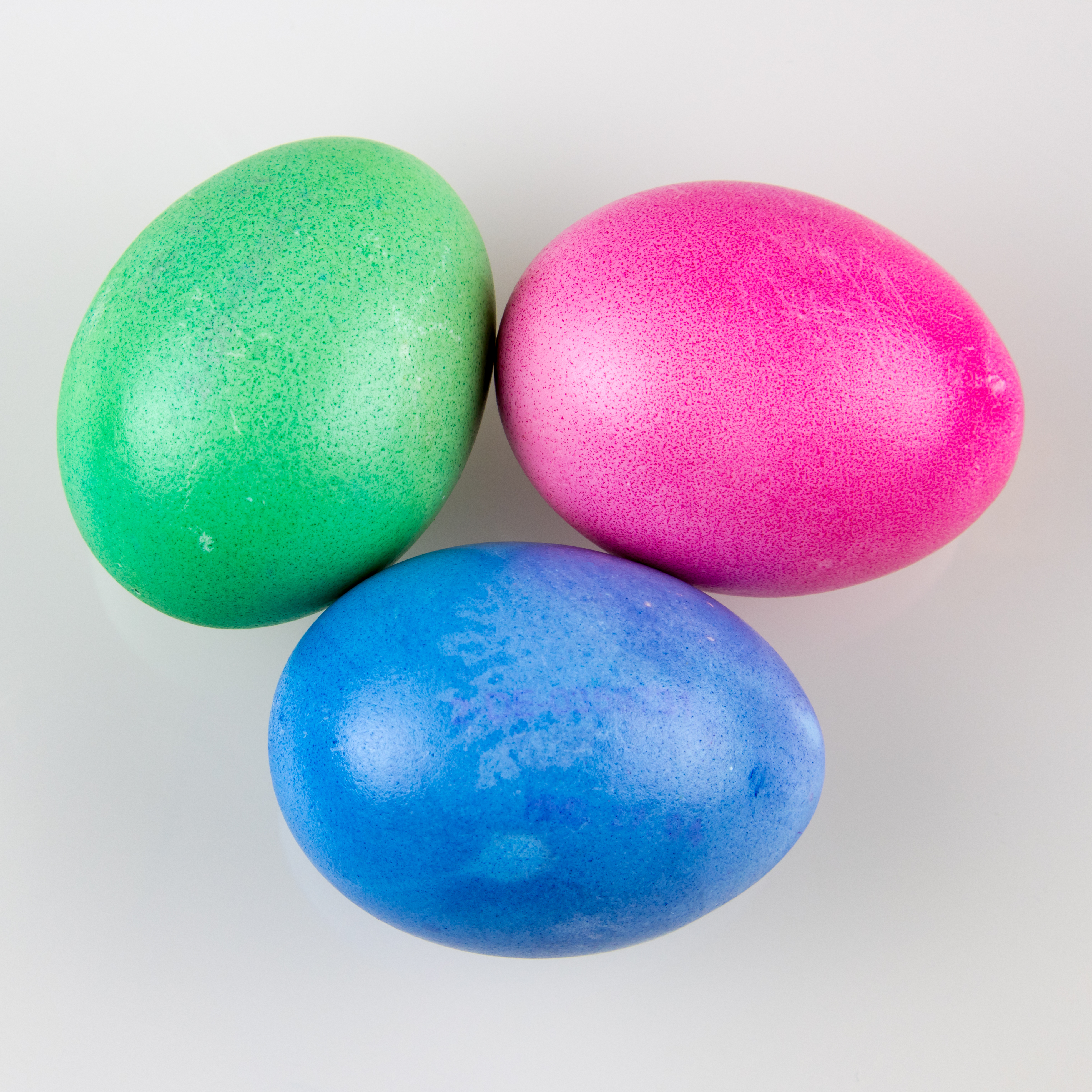
… mit Speiseöl zum Glänzen gebracht

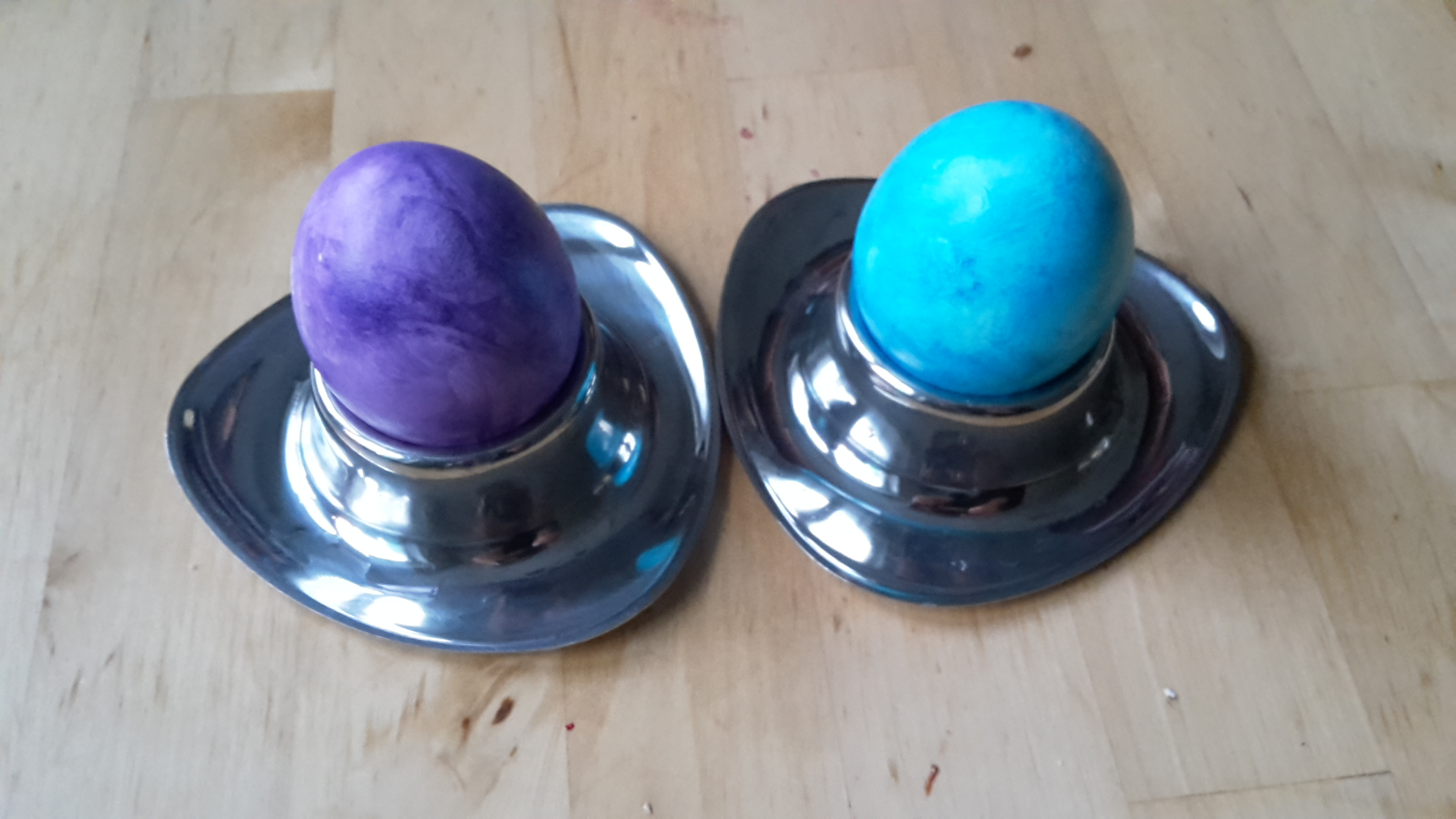
Bunte Ostereier, mit Färbetüchern gefärbt

Färben mit Färbetüchern

## Ostereierfarben aus Naturfarbstoffen

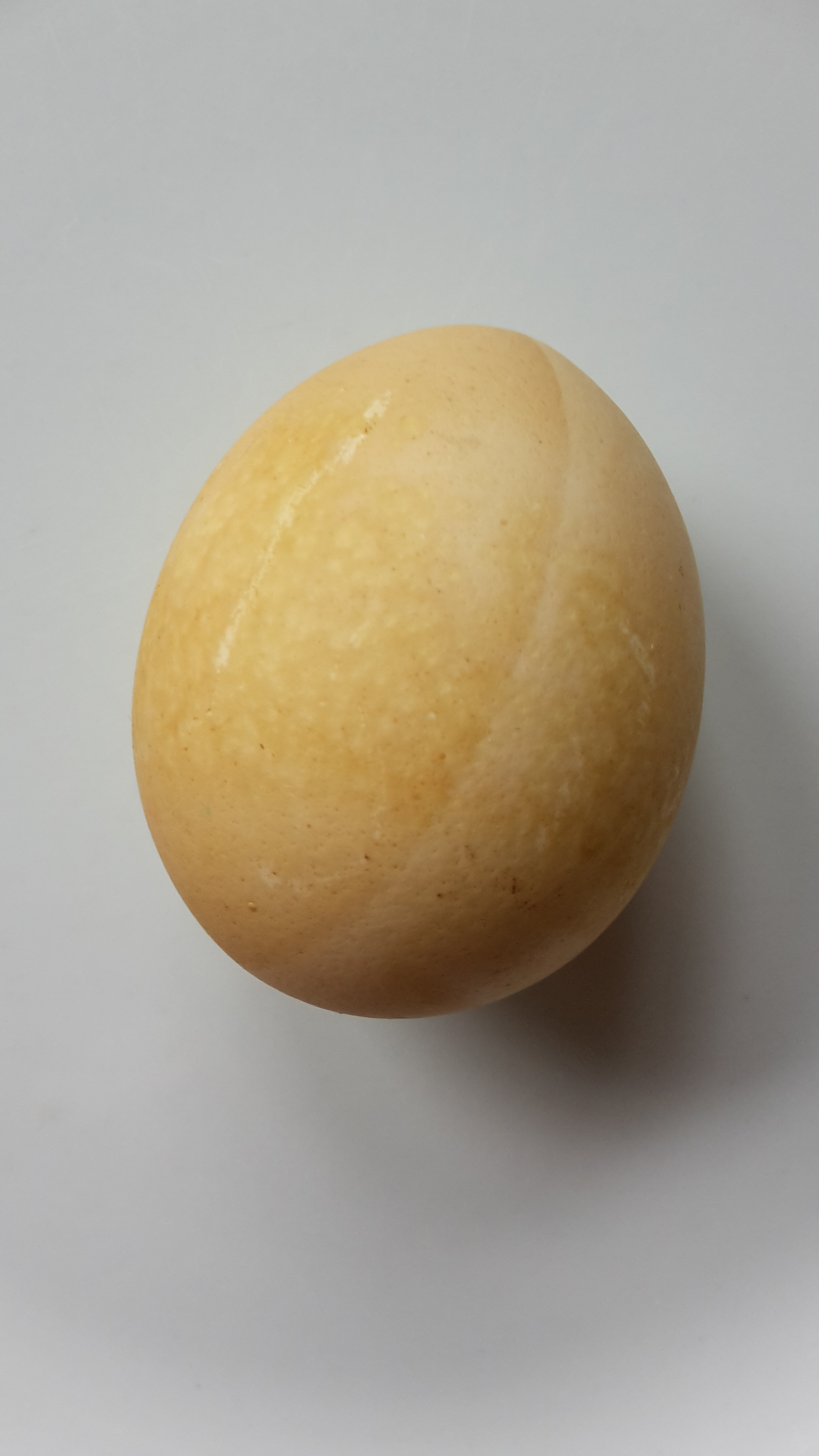
Osterei, gefärbt mit Kümmelextrakt

Das Färben von Eiern mit Naturfarbstoffen ist eine traditionelle Methode, zu der sich zahlreiche Pflanzenfarbstoffe eignen. Der Aufwand ist für den Anwender etwas größer als bei Färbetabletten, und die Dauer des Färbevorgangs erfordert eine längere Zeit. Die Farben erscheinen etwas weniger brillant.
| gelb          | braun             | rot               | grün        | blau         |
| ------------- | ----------------- | ----------------- | ----------- | ------------ |
| Zwiebelschale | Tee               | Zwiebel mit Essig | Spinat      | Malvenblüten |
| Safran        | Zwiebel           | Rote Bete         | Brennnessel |              |
| Erlenrinde    | Eichenrinde       | Rotkohlsaft       | Efeublätter |              |
| Kümmel        | Pflaumenbaumrinde |                   |             |              |

Die Färbemittel werden gekocht und der Sud (das Kochwasser) wird als Farbbad benutzt. Durch Zusatz von Essig werden die Farben intensiver. Die gekochten Eier werden in das Farbbad gelegt und müssen etwa eine Stunde darin bleiben.
Das in Rote Bete vorkommende Betanin (E 162 Beerenrot) ist gegen Licht und Hitze empfindlich, ist aber dennoch zum Färben geeignet. Der Aufguss von Brennnesseln und Spinat enthält als Farbstoff Chlorophyll (E 140). Dieser Farbstoff ist wasserlöslich und ziemlich beständig.

## Industriell gefärbte Eier

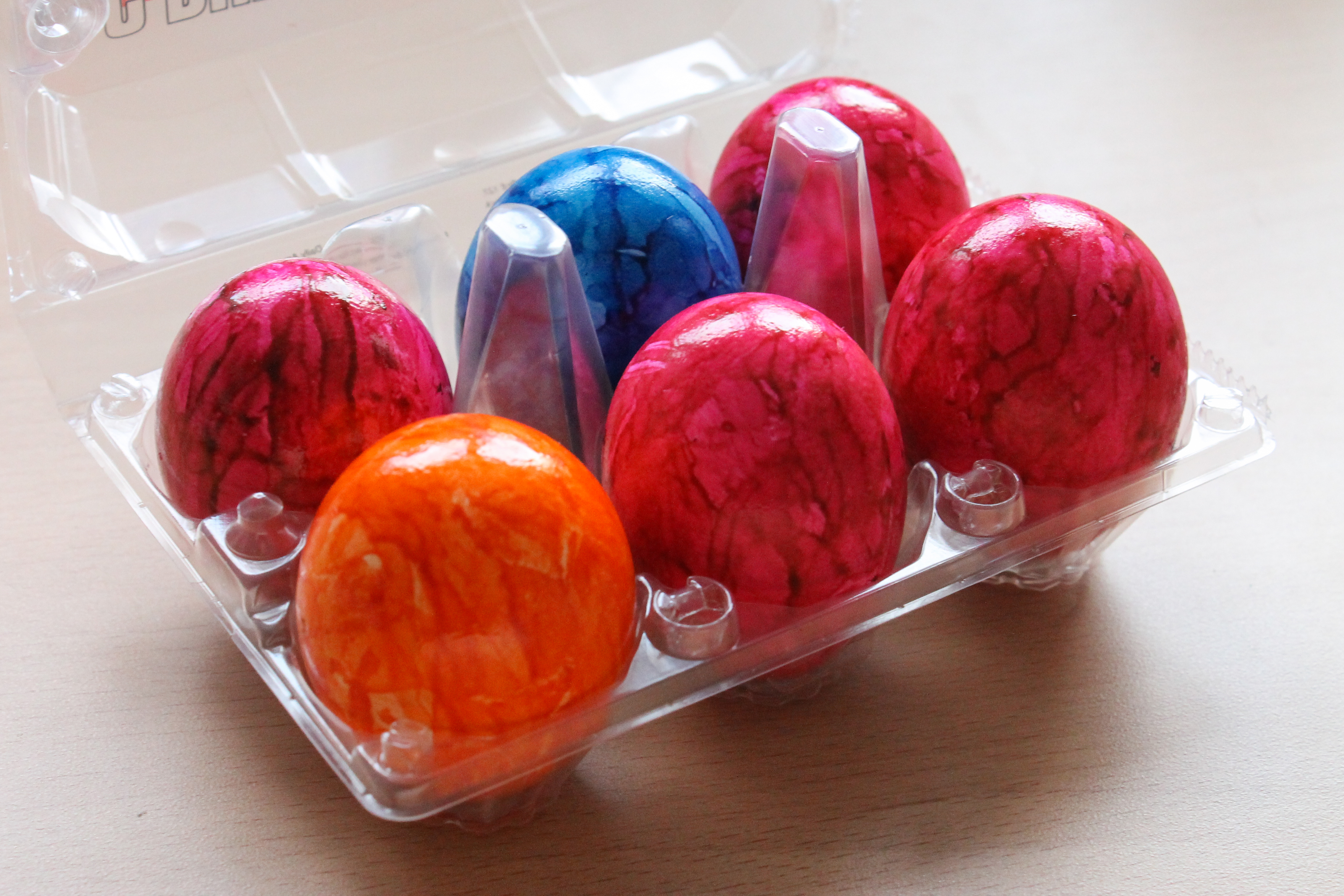
Industriell gefärbte Eier

Nicht nur zu Ostern, sondern das ganze Jahr über sind im Handel unter Bezeichnungen wie „Brotzeit-Eier“ oder „Party-Eier“ gefärbte, hart gekochte Eier erhältlich. Die für deren Färbung zulässigen synthetischen oder natürlichen Substanzen sind in Artikel 2 Absatz 9 der EU-Richtlinie 94/36/EG eingegrenzt. Um eine längere Haltbarkeit und einen schönen Glanz zu erhalten, werden die Eier mit ungiftigem, lebensmitteltauglichem Schellack (E 904) überzogen.
Sofern es sich um Eier in Bio-Qualität handelt, dürfen bei der gewerblichen Färbung gar keine Farbstoffe, sondern ausschließlich färbende Lebensmittel zum Einsatz kommen. Die Landesbehörden dürfen in diesem Fall für eine begrenzte Zeit – wie zum Beispiel die Osterzeit – Ausnahmeregelungen für den Einsatz von Farbstoffen aus natürlicher Quelle erteilen.